# Seminorma
Em matemática, uma seminorma consiste numa função que associa cada vetor de um espaço vetorial em um número real não negativo.

## Definição
Seja {\displaystyle X} um espaço vetorial sobre um corpo {\displaystyle \mathbb {K} } (reais ou complexos). Uma seminorma {\displaystyle p} em {\displaystyle X} é toda função cujo domínio é {\displaystyle X} e cujo contra-domínio são os reais não-negativos que satisfaça os seguintes axiomas:
- {\displaystyle p(x)\geq 0,~~\forall x\in X};

- {\displaystyle p(\alpha x)=|\alpha |p(x),~~\forall x\in X,\forall \alpha \in \mathbb {K} };

- {\displaystyle p(x+y)\leq p(x)+p(y),~~\forall x,y\in X}.

Fique bem claro que toda norma é também uma seminorma. À diferença de uma norma, pode acontecer {\displaystyle p(x)=0} mesmo quando {\displaystyle x\neq 0}.
Também é claro da definição que {\displaystyle p(\mathbf {0} )=p(0\cdot \mathbf {0} )=0.p(\mathbf {0} )=0}.

## Partição induzida por uma seminorma
Seja {\displaystyle p} uma seminorma em {\displaystyle X}, então pode-se definir a relação de equivalência:
{\displaystyle x\sim y\Longleftrightarrow p(x-y)=0}.
Então pode-se definir uma norma no espaço quociente {\displaystyle X/\sim }, como:
{\displaystyle \|[x]\|=p(x)}, onde {\displaystyle x} é qualquer elemento de sua classe de equivalência {\displaystyle [x]}.
Este procedimento é largamente usado na análise funcional para construir espaços normados, como, por exemplo o espaço Lp.